# Здание казённого заводского училища
Здание казённого заводского училища — архитектурный памятник, расположенный в городе Каменск-Уральский, Свердловской области.
Решением № 535 Исполнительного комитета Свердловского областного Совета народных депутатов от 31 декабря 1987 года присвоен статус памятника архитектуры регионального значения.

## Архитектура
Было возведено во второй половине XIX века в стиле эклектики. Автор проекта — ученик известного уральского архитектора М. П. Малахова — Эрнст Христиан Георг Сарториус. Первым владельцем усадьбы был чиновник Екатеринбургского горнозаводского округа Осипов.
Двухэтажное здание расположено на левом берегу реки Каменки. Относилось к комплексу заводских строений расположенному на правом берегу городского пруда. В 1908—1917 годах в здании находилось четырёхклассное казённое училище, а в 1922—1931 годах читал лекции основатель местного краеведческого музея Иван Яковлевич Стяжкин. Сейчас в здании бывшего училища находится администрация Южного управленческого округа Свердловской области. В 2008 году здание было отреставрировано. До этого здание не эксплуатировалось более 10 лет и пришло в негодность. Реставраторы сверялись с фотографиями особняка, которые были сделаны в начале XX века.
Здание построено по улице Карла Маркса и представляет собой квадратный в плане двухэтажный дом.
Главным является восточный фасад, он обращён на улицу Карла Маркса. Трёхчастная симметричная композиция из шести оконных осей. Углы фасада по обе стороны закреплены лопатками с декором: на уровне нижнего этажа используется крупная рустика, на уровне верхнего этажа — филёнки с декоративной штукатуркой „под шубу“. Центральную часть фасада выделяют лопатки с декорированной поверхностью, а также аттик сложных форм, в тимпан которого вписано круглое слуховое окно.
В обрамлении лучковых окон используются отштукатуренные профилированные наличники с чертами барокко, по первому этажу наличники объединены с сандриками, декорированными сухариками. Междуэтажный и венчающий карнизы украшены сухариками, проходящими по низу тяг. Фризовая часть стены в боковых частях фасада выделена крупным рустом с декоративной обработкой поверхности „под шубу“. В уровне кровли расположены парапетные столбики, отмечающие местоположение лопаток.
Западный дворовой фасад лаконичен с минимумом декора: на уровне первого этажа используется руст, имитирующий лопатки. Основной вход вынесен на западный сторону. Планировка первого и второго этажей одинакова и обусловлена расположением капитальных стен. В основе положена коридорная схема.
С южной стороны к зданию примыкает кирпичная ограда с воротами и парой калиток. Устои ворот и калиток декорированы рустом, аналогично фасадным лопаткам.